# Carda Seidel
Carda Seidel (* 19. Oktober 1964 in Nürnberg) ist eine parteilose bayerische Kommunalpolitikerin und war von 2008 bis 2020 Oberbürgermeisterin der mittelfränkischen Stadt Ansbach.

## Werdegang
Nach dem Abitur am mathematisch-naturwissenschaftlichen Zweig des Labenwolf-Gymnasiums in Nürnberg absolvierte Seidel ein Studium an der Bayerischen Beamtenfachhochschule in Hof, das sie als Diplom-Verwaltungswirtin (FH) abschloss. Ab Mitte der 1990er Jahre war sie als Chefin der Nürnberger Müllabfuhr tätig. Danach arbeitete sie als Stabsleiterin für mehrere Umweltreferenten der Stadt Nürnberg und war seit 2003 persönliche Referentin des Dritten Bürgermeisters Klemens Gsell (CSU). Ende 2004 legte sie erfolgreich die Prüfung für den höheren Beamtendienst ab.
Für die Oberbürgermeisterwahl in Ansbach im März 2008 wurde die parteilose Seidel als gemeinsame Kandidatin der Bürgerinitiative Ansbacher Parteiloser (BAP), der ÖDP und der Freien Wähler aufgestellt. Dort setzte sie sich in der Stichwahl deutlich (mit über 67 %) gegen den von der SPD und CSU unterstützten Amtsinhaber Ralf Felber (SPD) durch. Ihr Amt trat sie am 1. Mai 2008 an.
Bei der Oberbürgermeisterwahl 2014 setzte sie sich in der Stichwahl mit 60,01 % gegen Thomas Deffner (CSU) durch. Bei den Kommunalwahlen 2020 landete sie im ersten Wahlgang mit 31,4 % hinter Thomas Deffner, gegen den sie erneut in einer Stichwahl antrat. Thomas Deffner gewann diese Stichwahl deutlich mit 62,3 Prozent der Stimmen für sich. Carda Seidel kam nur auf 37,7 Prozent.